# Landkreis Lingen
Der Landkreis Lingen war bis 1977 ein Landkreis im südwestlichen Niedersachsen.

## Nachbarkreise
Der Landkreis grenzte Anfang 1977 im Uhrzeigersinn im Norden beginnend an die Landkreise Meppen und Osnabrück (beide in Niedersachsen), an den Kreis Steinfurt in Nordrhein-Westfalen sowie an den Landkreis Grafschaft Bentheim (wiederum in Niedersachsen).

## Geschichte

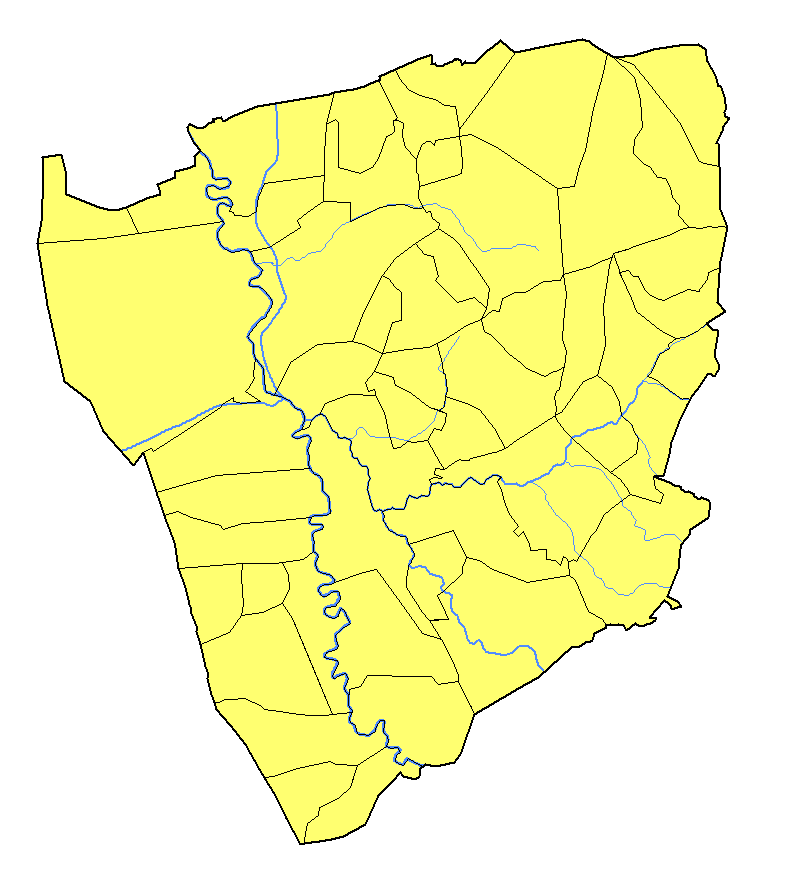
Gemeindegliederung vor der Gemeindereform 1974

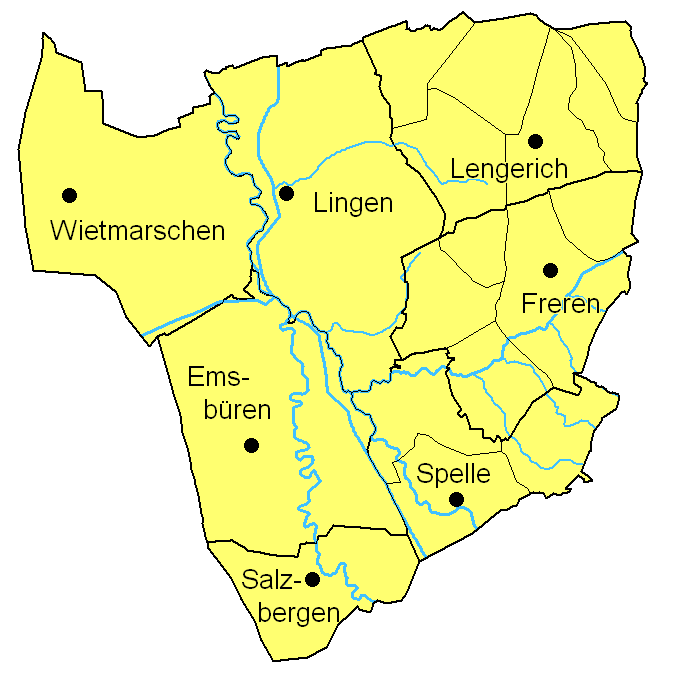
Landkreis Lingen nach 1974

Kaum ein anderes niedersächsisches Gebiet hatte eine so wechselvolle Geschichte und ein so starkes Eigenleben geführt wie große Teile des Landkreises Lingen. Jahrhunderte hindurch war die Grafschaft Lingen, Vorläufer des Kreises, ein selbständiges Territorium gewesen, das zeitweise nicht einmal zum Reichsverband gehörte. Der Kreis Lingen wurde 1885 aus den hannoverschen Ämtern Lingen und Freren sowie der Stadt Lingen gebildet. Das Amt Lingen ging weitgehend auf die 1498 entstandene Niedergrafschaft Lingen zurück, die durch den Wiener Kongress von 1815 zum  Königreich Hannover gekommen war.
Der Kreis Lingen setzte sich anfänglich aus 58 Gemeinden zusammen, von denen Freren und Lingen Städte waren. Diese sind hier in alphabetischer Reihenfolge aufgeführt:
Ahlde, Altenlingen, Altenlünne, Andervenne (Niederdorf), Andervenne (Oberdorf), Baccum, Bawinkel, Beesten, Berge, Bernte, Bexten-Listrup, Biene, Bramsche-Wesel, Brockhausen, Brögbern, Brümsel, Clusorth-Bramhar, Darme, Duisenburg, Elbergen, Emsbüren, Estringen (hieß ursprünglich Polle-Estringen-Rottum), Freren, Geringhusen, Gersten, Gleesen, Handrup, Heitel, Holsten,  Holthausen, Hummeldorf, Hüvede-Sommeringen, Langen, Laxten, Dorf Lengerich, Bauerschaft Lengerich, Leschede, Lingen (Ems), Lohe-Venslage, Mehringen, Messingen, Mundersum, Münnigbüren, Ostwie, Plankorth, Plantlünne, Ramsel, Salzbergen, Schapen, Schepsdorf-Lohne, Setlage, Spelle, Steide, Suttrup, Talge-Wilsten, Thuine, Varenrode, Venhaus, Wettrup
Außerdem bestanden im Kreis Lingen bis zu ihrer Auflösung in den 1920er Jahren die beiden Gutsbezirke Herzford und Stovern.
Die Gemeinden Ostwie und Geringhusen wurden am Ende der 1920er Jahre in die Stadt Freren eingemeindet. Am 1. Oktober 1934 wurden die beiden Gemeinden Schwartenpohl und Wachendorf aus dem Landkreis Meppen in den Landkreis Lingen umgegliedert.
Die Gemeinden Bauerschaft Lengerich und Dorf Lengerich wurden 1960 zur Gemeinde Lengerich zusammengeschlossen. Die Gemeinden Altenlünne und Plantlünne wurden 1965 zur neuen Gemeinde Lünne zusammengeschlossen. Gleichzeitig wurde die Gemeinde Talge-Wilsten in die Gemeinde Beesten eingegliedert. Am 1. Januar 1970 wurden Biene und Holthausen zur Gemeinde Holthausen-Biene zusammengeschlossen. Gleichzeitig wurden die Gemeinden Brockhausen, Darme und Laxten in die Stadt Lingen eingemeindet. Die beiden Gemeinden Varenrode und Venhaus wurden am 1. Januar 1971 in die Gemeinde Spelle eingegliedert.
Eine umfassende Gebietsreform erfolgte durch das Gesetz zur Neugliederung der Gemeinden im Raum Grafschaft Bentheim/Lingen am 1. März 1974:
- Andervenne, Niederdorf und Oberdorf wurden zur Gemeinde Andervenne zusammengeschlossen.
- Bawinkel, Duisenburg und Plankorth wurden zur Gemeinde Bawinkel zusammengeschlossen.
- Ahlde, Berge, Bernte, Bexten-Listrup, Elbergen, Emsbüren, Gleesen, Leschede und Mehringen wurden zur Gemeinde Emsbüren zusammengeschlossen.
- Lohe-Venslage, Setlage und Suttrup wurden in die Stadt Freren eingegliedert.
- Altenlingen, Baccum, Bramsche-Wesel, Brögbern, Clusorth-Bramhar, Estringen, Holthausen-Biene, Hüvede-Sommeringen, Münnigbüren, Mundersum, Ramsel und der Ort Schepsdorf der Gemeinde Schepsdorf-Lohne wurden in die Stadt Lingen (Ems) eingegliedert.
- Heitel wurde in die Gemeinde Lünne eingegliedert.
- Brümsel wurde in die Gemeinde Messingen eingegliedert.
- Holsten, Hummeldorf und Steide wurden in die Gemeinde Salzbergen eingegliedert.
- Wietmarschen aus dem Landkreis Grafschaft Bentheim wurde mit Schepsdorf-Lohne (ohne Schepsdorf), Schwartenpohl und Wachendorf zur Gemeinde Wietmarschen zusammengeschlossen und in den Landkreis Lingen eingegliedert.

Im Landkreis Lingen bestanden seitdem neben den vier Einheitsgemeinden Emsbüren, Lingen (Ems), Salzbergen und Wietmarschen 14 weitere Gemeinden, die zu drei Samtgemeinden zusammengefasst waren:
- Samtgemeinde Freren, bestehend aus Andervenne, Beesten, der Stadt Freren, Messingen und Thuine
- Samtgemeinde Lengerich, bestehend aus Bawinkel, Gersten, Handrup, Langen, Lengerich und Wettrup
- Samtgemeinde Spelle, bestehend aus Lünne, Spelle und Schapen

Bei der niedersächsischen Kreisreform wurde der größte Teil des Landkreises Lingen am 1. August 1977 zusammen mit den nördlich angrenzenden Landkreisen Meppen und Aschendorf-Hümmling ein Teil des neuen Landkreises Emsland. Die Gemeinde Wietmarschen wurde in den Landkreis Grafschaft Bentheim eingegliedert. Die Orte Wachendorf und Herzford wurden 1978 von der Gemeinde Wietmarschen in die Stadt Lingen umgegliedert.

### Wappen
| Wappen des ehemaligen Landkreises Lingen | Blasonierung: „Unter goldenem (gelbem) Schildhaupt, darin nebeneinander drei natürliche gestielte grüne Seeblätter, in Blau ein goldener (gelber) aufrechter Anker.“ |
| Wappen des ehemaligen Landkreises Lingen | Wappenbegründung: Das von Gustav Adolf Cloß entworfene Wappen wurde am 11. Oktober 1935 vom preußischen Staatsministerium genehmigt. Die Seerosenblätter (heraldisch Seebläter) stammen gleichermaßen vom Wappen der Stadt Freren sowie der Grafschaft Tecklenburg. Freren kam 1867 von Tecklenburg zu Lingen. Der Anker entstammt dem Wappen der Niedergrafschaft Lingen. |

## Einwohnerentwicklung
| Jahr | Einwohner | Quelle |
| ---- | --------- | ------ |
| 1890 | 30.192    | [ 11 ] |
| 1900 | 32.859    | [ 11 ] |
| 1910 | 36.646    | [ 11 ] |
| 1925 | 42.853    | [ 11 ] |
| 1933 | 45.131    | [ 11 ] |
| 1939 | 47.118    | [ 11 ] |
| 1950 | 66.953    | [ 11 ] |
| 1960 | 69.800    | [ 11 ] |
| 1970 | 80.100    | [ 12 ] |
| 1977 | 87.500    | [ 13 ] |

## Landräte/Oberkreisdirektoren

### Landräte
- 1885–1894: Carl Georg Lindemann (bereits seit 1878 Lingener Amtmann), gouvernemental
- 1895–1904: Georg Franke, regierungsfreundlich
- 1904–1917: Wilhelm von Lympius, regierungsfreundlich
- 1918–1933: Albert Pantenburg, rechts, ab 1933 NSDAP
- 1933: kommissarisch: Werner Zimmermann
- 1933–1938: August Kerp
- 1938: Paul Wege
- 1945–1946: Emanuel von Galen, von der britischen Militärregierung ernannt
- 1946–1949: Clemens Hesemann, Zentrum
- 1949: Heinrich Meyer (Zentrum)
- 1949–1950: Clemens Hesemann, Zentrum, mit Übertritt zur CDU Abwahl
- 1950–1955: Hans Richter, Zentrum
- 1955–1957: Clemens Hesemann, CDU
- 1957–1968: Gerhard Hölscher, CDU

### Oberkreisdirektoren
- 1948–1961: Ernst Kribben
- 1961–1977: Werner Franke, CDU[14]

## Kfz-Kennzeichen
Am 1. Juli 1956 wurde dem Landkreis bei der Einführung der bis heute gültigen Kfz-Kennzeichen das Unterscheidungszeichen LIN zugewiesen. Es wurde bis zum 4. April 1978 ausgegeben.